# Eanmund
Eanmund fue un caudillo vikingo, príncipe de los suiones (suecos) de la dinastía de los Ynglings en la Era de Vendel (siglo VI). A diferencia de sus parientes del clan familiar, solo aparece mencionado en el poema épico Beowulf. Eanmund era hijo del rey Ohthere y hermano de Eadgils, de Svealand, Suecia.

## Etimología
El nombre procede del protonórdico *Aiwamunduz (nórdico antiguo oriental Ēmund) o *Āmunduz (Āmund).

## Vida
A la muerte de Ohthere, su hermano pequeño Onela usurpa la Corona sueca, por lo que Eanmund y Eadgils escapan y buscan refugio entre los gautas. Esto provoca que Onela ataque Götaland pues también existía una deuda de sangre (Hygelac, el padre del rey Heardred había matado a Ongentheow, padre de Onela). En el campo de batalla, Eanmund y Heardred mueren luchando contra el campeón Weohstan. Eadgils, sobrevive y busca la ayuda de Beowulf para vengar la muerte de su hermano y del rey, hecho que también aparece en otras fuentes escandinavas.
En el relato, Weohstan tomó la espada del difunto Eanmund y la cedió en herencia a su hijo Wiglaf quien la usaría para luchar contra el dragón junto a Beowulf.